# Ґварек (Мазовецьке воєводство)
Ґварек (пол. Gwarek) — село в Польщі, у гміні Пшисуха Пшисуського повіту Мазовецького воєводства.
У 1975-1998 роках село належало до Радомського воєводства.